# Portrait du couronnement de Charles X
Le Portrait du couronnement de Charles X est un portrait peint en 1825 par l'artiste français François Gérard. Il représente le monarque français Charles X dans sa robe de couronnement. Le sacre de Charles X avait eu lieu à Reims le 29 mai 1825, un retour à la cérémonie traditionnelle de l'Ancien Régime d'avant la Révolution. Le roi apparaît avec la couronne et le sceptre, vêtu d'une robe d'hermine et de l'Ordre du Saint-Esprit. Son régime réactionnaire a finalement conduit à son renversement lors de la révolution de juillet 1830. 

## Histoire
Gérard était un expert dans la gestion des changements politiques en France, peignant à son époque des portraits de Napoléon Ier, Louis XVIII et Louis-Philippe Ier.
L'œuvre a été commandée pour 12 000 francs. Aujourd'hui, le tableau original se trouve dans la collection du château de Versailles. Une version, offerte à Ferdinand VII d'Espagne, se trouve également au musée du Prado à Madrid. Une autre version se trouve à Apsley House, la résidence londonienne du duc de Wellington. En 1827, Gérard a réalisé une autre peinture d'histoire, Le Sacre de Charles X, représentant la cérémonie du couronnement.